# A gola spiegata
A gola spiegata è il sedicesimo album di Lanfranco Malaguti, registrato tra novembre 2005 e gennaio 2006, e quindi pubblicato nel 2007.

## Descrizione
Un disco con un titolo assai fuorviante, in quanto contiene pezzi esclusivamente strumentali e per nulla "urlati": a prevalere invece sono la delicatezza, la sobrietà, la raffinatezza.
Un disco composto esclusivamente di pezzi già noti: se nel jazz infatti è una prassi incidere standard, ovvero rielaborazioni di temi della tradizione jazzistica, non altrettanto consueto è pescare nell'ambito della musica pop e dalle colonne sonore, tendenza di cui Malaguti fu pioniere in Italia.
Difficile, per l'orecchio poco allenato, riconoscere nel disco le famose melodie di questi pezzi: il musicista smonta e ricostruisce alla propria maniera gli undici brani di questo disco, la cui chiusura è affidata alle note di Moon River, celebre tema del film Colazione da Tiffany, e dall'arcinota Garota de Ipanema.

## Tracce
1. I'll Remember April (Raye, De Johnston)
2. Secret Love (Sherwood)
3. All the Things You Are (Kern, Hammerstein)
4. Yesterday (Lennon, Mc Cartney)
5. One Note Samba (Jobim)
6. Love Is Many-Splendored Thing (Webster, Fain)
7. Smoke Gets in Your Eyes (Kern, Harbach)
8. Autumn Leaves (Prevert, Mercer, Kosma)
9. Georgia on My Mind (Charmichael)
10. Moon River (Mancini)
11. The Girl from Ipanema (Jobim)